# Ada Maris
Ada Maris (eigentlich Ada Marentes; * 13. Juni 1957 in Los Angeles, Kalifornien) ist eine US-amerikanische Schauspielerin.

## Leben
Maris ist bekannt für ihre Fernsehserienrollen Maria Conchita Lopez in What a Country (1986–1987), Gina Cuevas in Hallo Schwester! (1991–1994), Sonia Garcia in The Brothers Garcia (2000–2004), Captain Erika Hernandez in Star Trek: Enterprise (2004–2005) und Aurelia Rivera in Liebe, Lüge, Leidenschaft (2009–2010). Sie hatte etliche weitere Gastauftritte in Serien, wie etwa in a.k.a. Pablo (1984), Die Bill Cosby Show (1985), Polizeirevier Hill Street (1985), Hunter (1985), Knight Rider (1986), Kampf gegen die Mafia (1990), Hör mal, wer da hämmert (1996), Nash Bridges (1997), Walker, Texas Ranger (1999), The District – Einsatz in Washington (2004) und Deception (2013).
Filme, in denen sie spielte, sind unter anderem Nochmal so wie letzte Nacht (1986), Juarez (1987), Erdbeben in der Bucht von San Francisco (1993), 2 Tage in L. A. (1996), My Little Assassin (1999), The Egg Plant Lady (2000), The Princess & the Barrio Boy (2000), Mystery Woman: Game Time (2005) und Change Your Life! (2010).
Maris ist seit 1988 mit dem Schauspieler Tony Plana verheiratet. Die beiden haben drei Kinder.

## Filmografie (Auswahl)
- 1984: a.k.a. Pablo (Fernsehserie, eine Folge)
- 1985: Die Bill Cosby Show (The Cosby Show, Fernsehserie, eine Folge)
- 1985: Hunter (Fernsehserie, Folge 2x10: Waiting For Mr. Wrong)
- 1985: Polizeirevier Hill Street (Hill Street Blues, Fernsehserie, eine Folge)
- 1986: Knight Rider (Fernsehserie, eine Folge)
- 1986: Nochmal so wie letzte Nacht (About Last Night...)
- 1986–1987: What a Country (Fernsehserie, 26 Folgen)
- 1987: Juarez (Fernsehfilm)
- 1988: CBS Summer Playhouse (Fernsehserie, eine Folge)
- 1989: Tau' mich auf, Liebling (Out Cold)
- 1989: Superboy (Fernsehserie, eine Folge)
- 1990: Kampf gegen die Mafia (Wiseguy, Fernsehserie, zwei Folgen)
- 1991–1994: Hallo Schwester! (Nurses, Fernsehserie, 68 Folgen)
- 1993: Erdbeben in der Bucht von San Francisco (Miracle on Interstate 880, Fernsehfilm)
- 1996: 2 Tage in L. A. (2 Days in the Valley)
- 1996: Hör mal, wer da hämmert (Home Improvement, Fernsehserie, eine Folge)
- 1997: Nash Bridges (Fernsehserie, eine Folge)
- 1997: Latino Laugh Festival (TV-Spezial)
- 1999: Walker, Texas Ranger (Fernsehserie, eine Folge)
- 1999: My Little Assassin (Fernsehfilm)
- 2000: The Egg Plant Lady
- 2000: The Princess & the Barrio Boy (Fernsehfilm)
- 2000–2004: The Brothers Garcia (Fernsehserie, 45 Folgen)
- 2004: The District – Einsatz in Washington (The District, Fernsehserie, eine Folge)
- 2004–2005: Star Trek: Enterprise (Enterprise, Fernsehserie, drei Folgen)
- 2005: Mystery Woman: Game Time (Fernsehfilm)
- 2002, 2009–2010: Liebe, Lüge, Leidenschaft (One Life to Live, Fernsehserie, 15 Folgen)
- 2010: Change Your Life!
- 2013: Deception (Fernsehserie, eine Folge)
- 2018–2021: Mayans M.C.  (Fernsehserie, 16 Folgen)

## Nominierungen
- 1996: NCLR-Bravo-Award-Nominierung in der Kategorie „Outstanding Performance by a Female in a Variety or Music Series/Special“ für Latino Laugh Festival
- 2001: ALMA-Award-Nominierung in der Kategorie „Outstanding Actress in a New Television Series“ für The Brothers Garcia